# Velesmes-Essarts
Pour les articles homonymes, voir Velesmes et Les Essarts.
Velesmes-Essarts est une commune française située dans le département du Doubs, la région culturelle et historique de Franche-Comté et la région administrative Bourgogne-Franche-Comté.
Les habitants se nomment les Velesmois et Velesmoises.

## Géographie

### Climat
Pour des articles plus généraux, voir Climat de la Bourgogne-Franche-Comté et Climat du Doubs.
En 2010, le climat de la commune est de type climat des marges montargnardes, selon une étude du Centre national de la recherche scientifique s'appuyant sur une série de données couvrant la période 1971-2000. En 2020, Météo-France publie une typologie des climats de la France métropolitaine dans laquelle la commune est exposée à un climat semi-continental et est dans la région climatique  Jura, caractérisée par une forte pluviométrie en toutes saisons (1 000 à 1 500 mm/an), des hivers rigoureux et un ensoleillement médiocre. 
Pour la période 1971-2000, la température annuelle moyenne est de 10,5 °C, avec une amplitude thermique annuelle de 17,1 °C. Le cumul annuel moyen de précipitations est de 1 152 mm, avec 12,7 jours de précipitations en janvier et 9,4 jours en juillet. Pour la période 1991-2020, la température moyenne annuelle observée sur la station météorologique de Météo-France la plus proche, « Dannemarie-sur-Crète », sur la commune de Dannemarie-sur-Crète à 2 km à vol d'oiseau, est de 11,3 °C et le cumul annuel moyen de précipitations est de 1 066,6 mm. 
La température maximale relevée sur cette station est de 39,9 °C, atteinte le 25 juillet 2019 ; la température minimale est de −22 °C, atteinte le 9 janvier 1985,,. 
Les paramètres climatiques de la commune ont été estimés pour le milieu du siècle (2041-2070) selon différents scénarios d'émission de gaz à effet de serre à partir des nouvelles projections climatiques de référence DRIAS-2020. Ils sont consultables sur un site dédié publié par Météo-France en novembre 2022.

## Urbanisme

### Typologie
Au 1er janvier 2024, Velesmes-Essarts est catégorisée commune rurale à habitat dispersé, selon la nouvelle grille communale de densité à 7 niveaux définie par l'Insee en 2022.
Elle est située hors unité urbaine. Par ailleurs la commune fait partie de l'aire d'attraction de Besançon, dont elle est une commune de la couronne,. Cette aire, qui regroupe 310 communes, est catégorisée dans les aires de 200 000 à moins de 700 000 habitants,.

### Occupation des sols
L'occupation des sols de la commune, telle qu'elle ressort de la base de données européenne d’occupation biophysique des sols Corine Land Cover (CLC), est marquée par l'importance des territoires agricoles (60,8 % en 2018), en diminution par rapport à 1990 (64,5 %). La répartition détaillée en 2018 est la suivante : 
terres arables (37,7 %), forêts (23,8 %), zones agricoles hétérogènes (13,7 %), prairies (9,4 %), zones urbanisées (9 %), zones industrielles ou commerciales et réseaux de communication (6,4 %). L'évolution de l’occupation des sols de la commune et de ses infrastructures peut être observée sur les différentes représentations cartographiques du territoire : la carte de Cassini (XVIIIe siècle), la carte d'état-major (1820-1866) et les cartes ou photos aériennes de l'IGN pour la période actuelle (1950 à aujourd'hui).

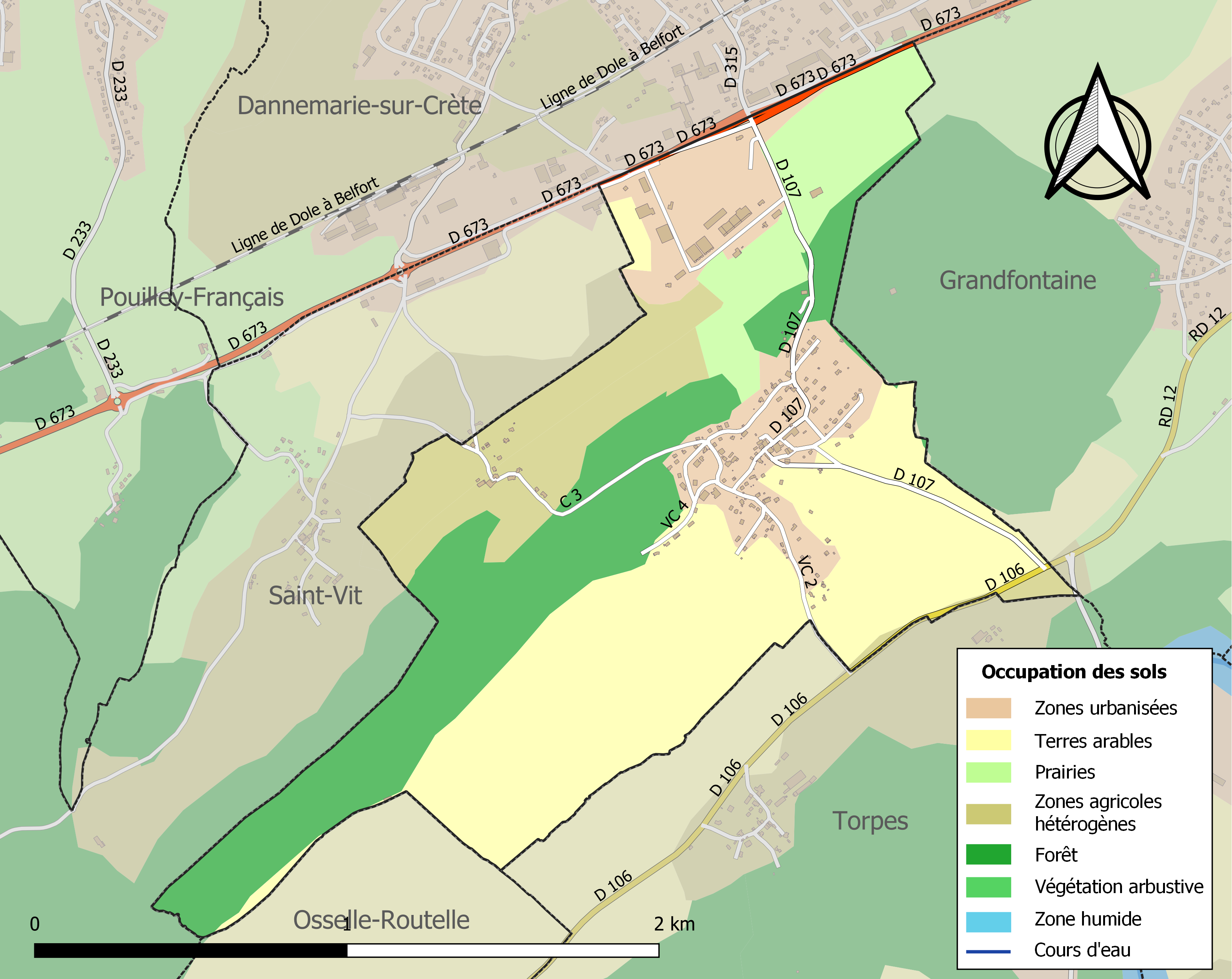
Carte des infrastructures et de l'occupation des sols de la commune en 2018 (CLC).

## Toponymie
Vilema en 1189 ; Velimme, Veleime en 1385 ; Velesme en 1614 ; Velesmes-Essarts depuis 1922.
Deux hypothèses sont mentionnées pour expliquer l'origine du nom du village : 
Vilesma, semble provenir d'un nom celtique avec le préfixe vello (qui vient de beli, et veut dire bon d'après le gallois gwell). Le suffixe sama, serait issu de Belisama (déesse celtique des artistes, protectrice des jeunes filles, de la beauté) assimilée à la déesse romaine Minerve. Vel viendrait du celtique signifiant maison et lem signifierait bois.
Le terme Essarts ou Essards a pour origine les grands défrichements et déboisements du Moyen Âge, où l'accroissement de la population entraîna le besoin de gagner de l'espace sur la forêt. Certaines des nouvelles communes ainsi créées furent nommées Essart, du verbe essarter, signifiant défricher.

## Histoire
Le nom de "Velesmes" d'après certains spécialistes est d'origine gauloise, de "velo" (bon). Le village a donc probablement été créé par des paysans gaulois avant la conquête romaine (58-52 avant notre ère). Les traces certaines de l'existence du village remonte à 1189.
En 1225 le village qui appartenait au seigneur de Grandfontaine est vendu aux comtes de Bourgogne. Plus tard le village s'intégre à la seigneurie de Torpes.
Velesmes est un village d'agriculteurs et de défricheurs qui ne possède rien. Il est constitué uniquement par des bâtiments nécessaires aux exploitants agricoles. Velesmes ne possède aucun édifice (par exemple : château, église...).
Essarts:  lieu essartés - Essarter : arracher et brûler les broussailles après déboisement, brûlis de broussailles qui permet la culture temporaire.
Le territoire de Velesmes appartenait vers 1200 à la seigneurie de Montferrand, dont la création était alors toute récente. Un partage intervenu vers 1250 dans la famille seigneuriale, entraîna la formation d'une nouvelle seigneurie, celle de Thoraise, dont Velesmes fit partie. Eudes de Thoraise, mort en 1333, cinquième chef de la dynastie, fit à son tour une répartition entre ses enfants. L'un d'entre eux ayant reçu Torpes, ainsi que d'autres terres parmi lesquelles celles de Velesmes, devint le premier sire de Torpes (vassal du sire de Thoraise son frère). À partir de 1330 environ, et jusqu'à la révolution, l'histoire de Velesmes ne se distingue guère de celle de Torpes.
On a une idée de l'importance du village d'autrefois, grâce à un dénombrement de l'année 1390. II comprenait alors 18 meix se composant d'une chaumière avec son jardin, son verger et une étendue de terre plus ou moins importante. Un four appartenant au seigneur est également mentionné. Velesmes n'était donc pas un hameau négligeable, au XIVe siècle déjà.
Louis Borne, qui semble avoir dépouillé toutes les archives conservées de la seigneuries de Torpes, nous donne quelques détails sur l'origine du hameau dénommé, on ne sait pourquoi, Les Essarts Martin ; pourquoi Martin ? Un premier essartage avait eu lieu en 1524, avant même que l'autorisation eût été accordée. Puis celle-ci tardant à venir, par suite du décès du seigneur, la forêt repoussa sur le terrain déjà nettoyé et partiellement mis en culture. Les deux entrepreneurs se nommaient Jacques Laurent et Pierre Gouvernaud, de Dannemarie. Une seconde entreprise eut lieu en 1609. L'autorisation fut donnée à Étienne Garnache, natif de Morteau, demeurant à Bénusse, en même temps qu'à Pierre Couraud, à condition qu'ils construisent chacun une maison et y résident effectivement. Ils devaient en retour donner chaque année au seigneur du froment, de l'avoine, une poule et 4 francs.
En 1567, pour grossir la dot de sa fille, le seigneur de Torpes imposa à Velesmes une contribution globale de 30 écus d'or. À titre de comparaison, indiquons que pour le village de Torpes, la répartition entre les habitants avait été imposée par le seigneur. À une minime quote-part de 12 gros (un franc), s'ajouta une  autre qui se montait à 40 écus d'or.
Usée par le temps, une croix s'élève dans un coin de verdure au croisement de la grande rue et de la rue du dessus des vignes. À ce jour, personne n'a pu dater précisément cette croix que les anciens du village appellent "La croix des Américains". En effet, lors de la Libération de Velesmes le 8 septembre 1944, un Américain du 142e régiment de la 36e division d'infanterie des Etats-Unis a été tué à proximité de celle-ci. Par respect et reconnaissance, les habitants  lui ont érigé une croix surmontée de son casque et l'ont fleurie régulièrement. Une cérémonie a commémoré le souvenir de cet événement le 8 mai de chaque année.

## Politique et administration
| Période                                  | Période                     | Identité           | Étiquette                          | Qualité |
| ---------------------------------------- | --------------------------- | ------------------ | ---------------------------------- | ------- |
| mars 2001                                | 2008                        | Pierre Berthet     |                                    |         |
| 2008                                     | En cours (au 1er juin 2020) | Jean-Marc Jouffroy | DVD Réélu pour le mandat 2020-2026 | Employé |
| Les données manquantes sont à compléter. |                             |                    |                                    |         |

## Démographie
Familles existantes en 1750 : Biby, Bourquin, Brezet, Charton, Chay, Chevassu, Clerc, Conraud, Cuinet, Damelet, de Lune, Doubey, du Matterat, Fleuriot, Fouffroy, Lambelin, Landry, Mairey, Morel, Robin, Romanet, Vialle.
L'évolution du nombre d'habitants est connue à travers les recensements de la population effectués dans la commune depuis 1793. Pour les communes de moins de 10 000 habitants, une enquête de recensement portant sur toute la population est réalisée tous les cinq ans, les populations de référence des années intermédiaires étant quant à elles estimées par interpolation ou extrapolation. Pour la commune, le premier recensement exhaustif entrant dans le cadre du nouveau dispositif a été réalisé en 2007.

En 2022, la commune comptait 363 habitants, en évolution de +5,83 % par rapport à 2016 (Doubs : +1,88 %, France hors Mayotte : +2,11 %).
| 1793 | 1800 | 1806 | 1821 | 1831 | 1836 | 1841 | 1846 | 1851 |
| ---- | ---- | ---- | ---- | ---- | ---- | ---- | ---- | ---- |
| 171  | 156  | 160  | 160  | 184  | 184  | 183  | 188  | 188  |

| 1856 | 1861 | 1866 | 1872 | 1876 | 1881 | 1886 | 1891 | 1896 |
| ---- | ---- | ---- | ---- | ---- | ---- | ---- | ---- | ---- |
| 177  | 155  | 176  | 161  | 154  | 141  | 161  | 153  | 127  |

| 1901 | 1906 | 1911 | 1921 | 1926 | 1931 | 1936 | 1946 | 1954 |
| ---- | ---- | ---- | ---- | ---- | ---- | ---- | ---- | ---- |
| 116  | 125  | 111  | 102  | 107  | 101  | 96   | 112  | 97   |

| 1962 | 1968 | 1975 | 1982 | 1990 | 1999 | 2006 | 2007 | 2012 |
| ---- | ---- | ---- | ---- | ---- | ---- | ---- | ---- | ---- |
| 103  | 163  | 253  | 312  | 318  | 302  | 311  | 312  | 324  |

| 2017 | 2022 | - | - | - | - | - | - | - |
| ---- | ---- | - | - | - | - | - | - | - |
| 348  | 363  | - | - | - | - | - | - | - |

## Culture locale et patrimoine

### Lieux et monuments
- La gare ferroviaire de la ligne Dole-Belfort (gare de Dannemarie-Velesmes) est située sur la commune voisine de Dannemarie-sur-Crète.
- La fontaine avec son lavoir rond couvert d'un toit hexagonal est une des plus belles du Doubs.
- L'église et le cimetière sont ceux de Grandfontaine, chef-lieu de la paroisse, moyennant une participation aux frais d'entretien[13].

### Héraldique
| Blason de Velesmes-Essarts | Blason  | De sinople à l'écusson d'or chargé d'une fontaine composée d'un bassin d'argent surmonté d'un toit à six pans de gueules soutenu par quatre piliers de sable sur des plots d'argent, les deux du milieu brochant sur le bassin, l'écusson accompagné d'une branche de chêne et d'une branche de vigne fruitées d'or, entrelacées en orle. |
| Blason de Velesmes-Essarts | Détails | Création de Nicolas Vernot adoptée par la municipalité en 2001. |